# Georg Müller (Mineraloge)
Hermann Friedrich Georg Müller (* 1. Oktober 1930 in Luckau) ist ein deutscher Mineraloge. Er ist Professor emeritus der Mineralogie, Petrographie und Lagerstättenkunde. 1986 bis 1988 und 1990 bis 1992 war er Rektor der Technischen Universität Clausthal.

## Leben
Müller kehrte erst 1955 aus sowjetischer Gefangenschaft zurück, in die er als Mitglied der Hitlerjugend in den Abwehrkämpfen um Berlin in den letzten Kriegstagen geraten war. Er legte 1957 die Sonderreifeprüfung ab, studierte an der Georg-August-Universität Göttingen Mineralogie und wurde dort 1962 promoviert. Nach dem Aufbau eines mineralogischen Aufbereitungslabors für kernphysikalische Altersbestimmungen von Mineralien und Gesteinen in der Bundesanstalt für Bodenforschung in Hannover wechselte er 1965 an das Mineralogisch-Petrographische Institut der Universität Kiel und habilitierte sich dort 1966 mit einer Studie über autometasomatische Prozesse in Graniten. Von Kiel aus begann er mit Mitarbeitern, Doktoranden und Diplomanden eine sich über zwei Jahrzehnte erstreckende geologisch-petrologische Bearbeitung des Boknfjord-Gebietes und das von Indre Ryfylke in Südwest-Norwegen.
Im Jahre 1970 nahm Müller einen Ruf auf den ordentlichen Lehrstuhl für Mineralogie, Petrographie und Lagerstättenkunde an der Technischen Universität Clausthal an und wurde zum Direktor des dortigen mineralogischen Instituts ernannt. Ab 1973 eröffnete er sich und seinen Mitarbeitern ein zweites großes Forschungsgebiet in Minas Gerais in Brasilien, wo er zwei Jahrzehnte lang mit seinen Mitarbeitern, brasilianischen und deutschen Doktoranden sowie Diplomanden Fragen der dortigen Eisenerzlagerstätten und ihrer Rahmenprobleme bearbeitete. Darüber hinaus war er als Gutachter oder Betreuer von Doktoranden in vielen Ländern tätig. Zum Ende des Wintersemesters 1995/96 wurde er emeritiert.

## Publikationen
Er ist Autor von mehreren Fachbüchern, die auch in fremde Sprachen übersetzt wurden und von mehr als 100 Fachpublikationen. Das Lehrbuch „Methoden der Dünnschliffmikroskopie“, gemeinsam mit Michael Raith, erreichte fünf Auflagen und wurde ins Türkische, Portugiesische und Dänische übersetzt. Eine Auflistung der Publikationen bis 2008 findet sich in dem Buch Entwicklung der Mineralogie […] Unter den zahlreichen geschichtlichen Werken ragen die Veröffentlichungen über den Lehrkörper der Bergakademie und der Technischen Universität Clausthal (1775–1999) sowie die Geschichte der Hochschule während der Weimarer Republik und des Dritten Reiches hervor; im Übrigen ist hierzu auf die Zusammenstellung in der Hochschulbibliographie der Technischen Universität Clausthal Bezug zu nehmen.

## Akademische Ämter
Müller hat zahlreiche akademische Ämter innegehabt, darunter zweimal das des Prorektors und Rektors der Technischen Universität Clausthal (1985–1993). Er fungierte von 1994 bis 1996 als Prorektor für Studium und Lehre. Müller ist Mitglied mehrerer nationaler und internationaler wissenschaftlicher Gesellschaften und dient der Deutschen Forschungsgemeinschaft als Fachgutachter für die geowissenschaftlichen Forschungen in Lateinamerika sowie als Vertrauensdozent an der Technischen Universität Clausthal.

## Ehrungen
1980 wurde Müller als ordentliches Mitglied in die Mathematisch-Naturwissenschaftliche Klasse der Braunschweigischen Wissenschaftlichen Gesellschaft berufen. 1995 verlieh ihm die Technische Universität Bergakademie Freiberg den akademischen Grad und die Würde eines Dr. rer. nat. h. c. Im Jahr 2002 verlieh ihm die Technische Universität Clausthal, 2003 die Partnerhochschule Universität Ljubljana die Würde eines Ehrensenators. Im Dezember 2002 wurde er mit dem Bundesverdienstkreuz am Bande ausgezeichnet.